# Lønborg Hede
Lønborg Hede er er et hedeområde på  ca. 350 ha beliggende sydvest for Tarm, som ejes af  Naturstyrelsen. Heden er udpeget som habitatområde og er en del af et større naturområde.  Heden er mod nord og syd omgivet af landbrugsarealer, mens der mod sydøst og vest er skov og naturarealer.
Store dele af heden, et areal på på i alt 247 ha blev fredet i 1970 på baggrund af sine naturværdier og uforstyrrede landskaber, og for  at beskytte ynglebestande en række fuglearter .
Området omkring Lønborg Hede er et af de sidste steder i landet, hvor der blev oprettet statshusmandsbrug.